# Ітапеві
Ітапеві (порт. Itapevi) — місто і муніципалітет у бразильському штаті Сан-Паулу, частина Великиго Сан-Паулу. Муніципалітет переважно міський, його населення швидко зростає. Особливо добре тут розвинена фармацевтична промисловість.
| Бразилія | Це незавершена стаття з географії Бразилії. Ви можете допомогти проєкту, виправивши або дописавши її. |